# Bel Air ~Kuuhaku no Shunkan no Naka De~
Bel Air ~Kuuhaku no Shunkan no Naka De~ (jap. ヴェル・エール～空白の瞬間の中で～) – trzeci singel Malice Mizer wydany 6 sierpnia 1997.
Bel Air zostało wydane jako singiel oraz jako box (płyta + kaseta VHS).

## Lista utworów
1. Bel Air ~Kuuhaku no Shunkan no Naka De~ (ヴェル・エール～空白の瞬間の中で～)
2. Color Me Blood Red
3. Bel Air ~Kuuhaku no Shunkan no Naka De~ (Instrumental)